# Odysseas Lekatsas
Odysseas Lekatsas (Atenas, ¿? - ¿?, 26 de octubre de 2013) fue un entrenador de fútbol profesional griego.

## Biografía
Odysseas Lekatsas fue uno de los miembros que fundaron el South Melbourne FC en 1959. El mismo año de la fundación, Odysseas Lekatsas se convirtió en el entrenador del club, llegando a ganar la Victorian Premier League en cuatro ocasiones, en 1962, 1964, 1965 y en 1966. Finalmente en 1970 se retiró como entrenador del club.
Odysseas Lekatsas falleció el 26 de octubre de 2013.

## Palmarés
South Melbourne FC
- Victorian Premier League (4): 1962, 1964, 1965 y 1966